# کومت ای‌سی-۱
کومت ای‌سی-۱ (به انگلیسی: Comte_AC-1) یک هواگرد ملخ‌پیشین تک‌موتوره از نوع جنگنده تک سرنشینه ساخت شرکت Comte است. هواگرد کومت ای‌سی-۱ نخستین پروازش را در ۲ آوریل ۱۹۲۷ میلادی انجام داد. در مجموع، تعداد ۱ فروند از این هواگرد ساخته شده‌است.